# Gà so nâu gỉ
Gà so nâu gỉ (Caloperdix oculeus) là một loài chim trong họ Phasianidae.